# Пьетралунга
Пьетралу́нга (итал. Pietralunga) — коммуна в Италии, расположена в области Умбрия, подчиняется административному центру Перуджа.
Население составляет 2339 человек, плотность населения составляет 17 чел./км². Занимает площадь 140 км². Почтовый индекс — 6026. Телефонный код — 075.
Святым покровителем коммуны почитается святой Гауденций, день памяти ─ 29 сентября.